# Mar de les Lacadives
El Mar de les Lacadives (en anglès: Laccadive Sea) és un mar de vora localitzat a la part nord de l'oceà Índic, que voreja la costa sud-occidental de l'Índia (incloent les illes Lacadives, que li donen nom), les illes Maldives i Sri Lanka.
Aquest mar càlid té una temperatura d'aigua estable al llarg de l'any i és ric en vida marina. Només la badia de Mannar ja alberga prop de 3.600 espècies. Mangaluru, Kannur, Kozhikode, Kochi, Kol·lam, Thiruvananthapuram, Tuticorin, Colombo i Malé són les principals ciutats de les ribes del mar així com Comorin, l'extrem més meridional de l'Índia peninsular.

## Delimitació de la IHO

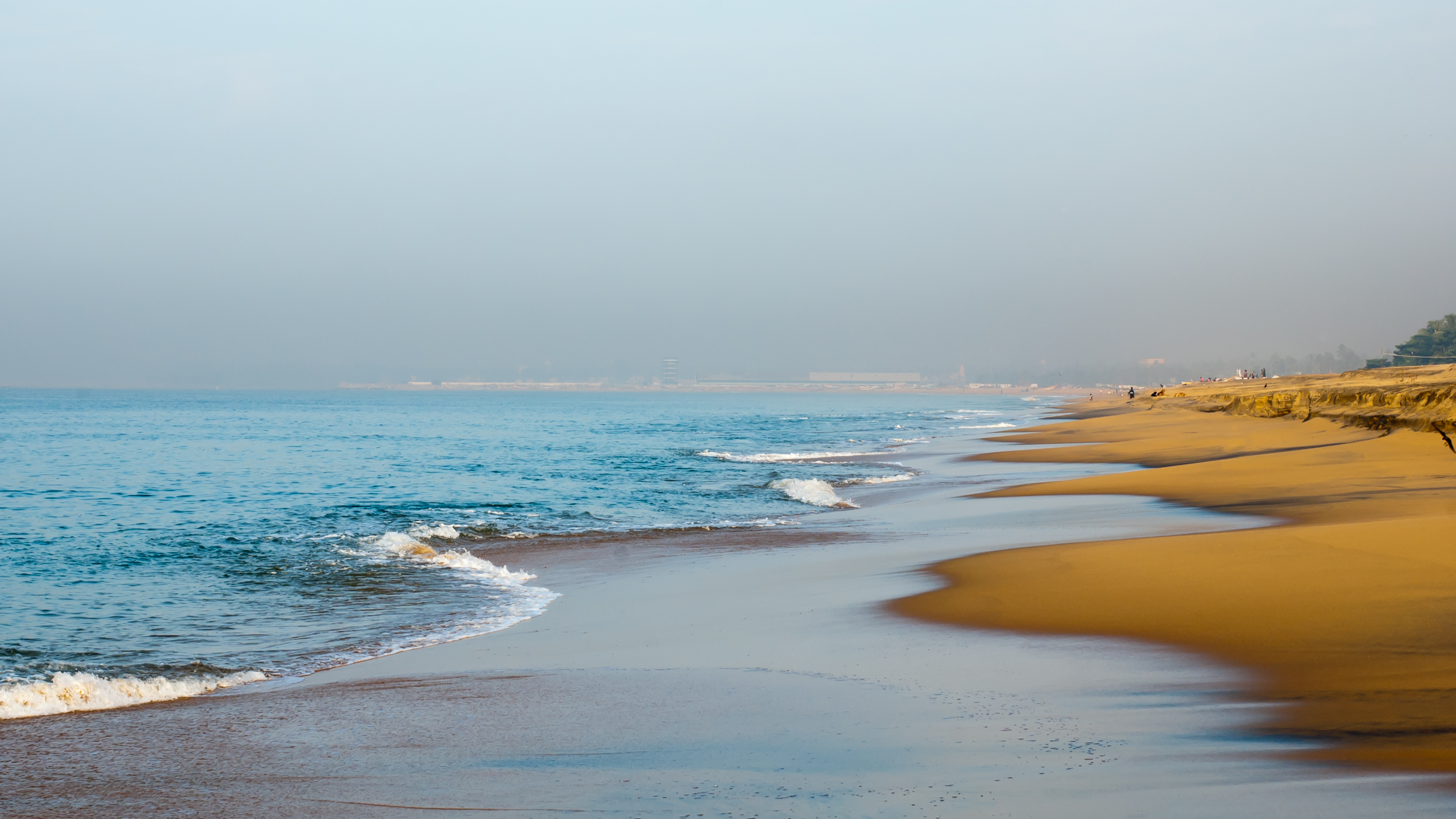
Vista al mar des de la platja de Kol·lam (Índia)

La màxima autoritat internacional en matèria de delimitació de mars a l'efecte de navegació marítima, l'Organització Hidrogràfica Internacional (IHO segons el sigle en anglès), considera el mar de Lacadives com un mar. A la publicació de referència mundial, Limits of oceans and seas li assigna el número d'identificació 42 i el defineix de la forma següent:
| « | A l'oest: una línia que va des de Sadashivgad Lt., a la costa oest de l'Índia, (14 ° 48'N, 74 ° 07'E) fins Coré divh (13 ° 42'N, 72 ° 10'E) i des d'allà cap al costat oest dels arxipèlags Lacadives i Maldives, fins al punt més meridional del atol Addu, a les Maldives. Al sud: una línia que va des de punta Dondra de Ceilan, fins al punt més meridional de l'atol Addu. A l'est: la costa occidental de Ceilan i l'Índia. Al nord-est: el pont d'Adam (entre l'Índia i Sri Lanka). | » |